# クレピエール
クレピエール（仏: Klépierre S.A.）は、フランス・パリに本拠を置く不動産投資（REIT）・管理会社。商業用不動産の売買・賃貸を行い、ヨーロッパ大陸14か国のショッピングセンターに投資している。ユーロネクスト・パリ上場企業（Euronext: LI ）。

## 沿革
1990年11月、不動産会社のLocabail-Immobilierから分離する形で設立された。1998年9月、イタリア・ブレシアのショッピングセンターを買収しフランス国外に進出、2000年7月、カルフールと契約を結びヨーロッパの160以上のショッピングモールを取得、2004年7月から2005年7月にかけて、ハンガリー・ポーランド・チェコでのショッピングセンターの買収を続け、2008年10月、オランダの投資ファンドABP Pension Fundから、ノルウェーに本拠を置く北欧最大の不動産投資会社Steen & Strøm ASAを買収し子会社とした。2015年3月、オランダの不動産投資会社コリオを買収し合併した。
クレピエールの不動産投資はショッピングセンターが95％以上を占めている。1998年12月にパリバがクレピエールの株式を取得して以来、BNPパリバが筆頭株主の地位にあったが、2012年3月、アメリカのサイモン・プロパティ・グループが28％の株式を取得し、以降は同社がクレピエールの筆頭株主となっている。

## 主なショッピングセンター
- サン・ラザール駅（パリ）
- グラン・リトラル・ショッピング・センター（マルセイユ）
- Créteil Soleil（クレテイユ）
- Grand'Place（グルノーブル）
- Porta di Roma（ローマ）
- ミラノフィオリ（ミラノ）
- Nave de Vero（ヴェネツィア）
- Campania（ナポリ）
- Boulevard Berlin（ベルリン）
- Centrum Galerie Dresden（ドレスデン）
- Alexandrium Shopping Center（ロッテルダム）
- Hoog Catharijne（ユトレヒト）
- La Gavia（マドリード）
- Maremagnum（バルセロナ）
- Centro Comercial Meridiano（サンタ・クルス・デ・テネリフェ）
- Parque Nascente（ポルト）
- フィールズ（コペンハーゲン）
- Emporia（マルメ）
- Oslo City（オスロ）
- ノヴィー・スミーホフ（プラハ）
- Corvin Plaza（ブダペスト）
- Sadyba Best Mall（ワルシャワ）
- Makedonia（テッサロニキ）
- アクメルケズ（イスタンブール）
- 365 AVM（アンカラ）